# Władcy Serbii i Jugosławii

## Książęta Serbii
| # | Imię                     |          | Lata życia | Lata życia | Czas rządów | Czas rządów | Rodzice                  |
| # | Imię                     | urodzony | zmarł      | od         | do          |             | Rodzice                  |
| - | ------------------------ | -------- | ---------- | ---------- | ----------- | ----------- | ------------------------ |
| 1 | Wyszesław                |          | ?          | ok. 814    | ok. 780     | ok. 814     | ?                        |
| 2 | Radosław                 |          | ?          | ok. 822    | ok. 814     | ok. 822     | Wyszesław ?              |
| 3 | Prosigoj                 |          | ?          | ok. 830    | ok. 822     | ok. 830     | Radosław ?               |
| 4 | Włastimir                |          | ok. 805    | ok. 851    | ok. 830     | ok. 851     | Prosigoj ?               |
| 5 | Muncimir                 |          | ok. 830    | ok. 891    | ok. 851     | 891         | Włastimir ?              |
| 6 | Pribisław                |          | 845/50     | po 892     | 891         | 892         | Muncimir ?               |
| 6 | Piotr Gojniković         |          | ok. 870    | 917        | 892         | 917         | Gojnik ?                 |
| 7 | Paweł Branović           |          | ok. 870    | 921        | 917         | 921         | Bran ?                   |
| 8 | Zachariasz Pribislavović |          | ok. 890    | po 924     | 921         | 924         | Pribisław ?              |
| 8 | Czasław Klonimirović     |          | przes 896  | ok. 960    | ok. 927     | ok. 960     | Klonimir Strojimirović ? |

## Wielcy żupaniRaszki
| #                     | Imię                       |          | Lata życia | Lata życia       | Czas rządów   | Czas rządów   | Rodzice                 |
| #                     | Imię                       | urodzony | zmarł      | od               | do            |               | Rodzice                 |
| --------------------- | -------------------------- | -------- | ---------- | ---------------- | ------------- | ------------- | ----------------------- |
| Dynastia Wukanowiczów |                            |          |            |                  |               |               |                         |
| 1                     | Wukan                      |          | ok. 1050   | ok. 1112         | ok. 1083      | ok. 1112      | Petrysław ?             |
| 2                     | Urosz I                    |          | przed 1083 | ok. 1145         | ok. 1112      | ok. 1145      | Marek ?                 |
| 3                     | Urosz II                   |          | ?          | ok. 1162         | ok. 1145      | ok. 1153      | Urosz I Anna Diogenissa |
| 4                     | Desa                       |          | ?          | ok. 1165         | ok. 1153      | ok. 1155      | Urosz I Anna Diogenissa |
| (3)                   | Urosz II                   |          | ?          | ok. 1162         | ok. 1155      | ok. 1162      | Urosz I Anna Diogenissa |
| 5                     | Belosz                     |          | ?          | ok.1163          | ok. 1162      | ok. 1162      | Urosz I Anna Diogenissa |
| (4)                   | Desa                       |          | ?          | ok. 1165         | ok. 1162      | ok. 1165      | Urosz I Anna Diogenissa |
| 6                     | Tihomir                    |          | przed 1113 | 1168             | ok. 1165      | 1166/1168     | Zawida ?                |
| Dynastia Nemanjiciów  |                            |          |            |                  |               |               |                         |
| 7                     | Stefan Nemania             |          | ok. 1113   | 13 lutego 1199   | 1166/1168     | 25 marca 1196 | Zawida ?                |
| 8                     | Stefan Pierwszy Koronowany |          | ok. 1166   | 24 września 1228 | 25 marca 1196 | 1202          | Stefan Nemania Anna     |
| 9                     | Wukan Nemanicz             |          | ok. 1160   | po 1209          | 1202          | ok. 1204      | Stefan Nemania Anna     |
| (8)                   | Stefan Pierwszy Koronowany |          | ok. 1166   | 24 września 1228 | ok. 1204      | 1217          | Stefan Nemania Anna     |

## Królowie Serbii
| #                    | Imię                       |          | Lata życia | Lata życia           | Czas rządów          | Czas rządów          | Rodzice                                          |
| #                    | Imię                       | urodzony | zmarł      | od                   | do                   |                      | Rodzice                                          |
| -------------------- | -------------------------- | -------- | ---------- | -------------------- | -------------------- | -------------------- | ------------------------------------------------ |
| Dynastia Nemanjiciów |                            |          |            |                      |                      |                      |                                                  |
| 1                    | Stefan Pierwszy Koronowany |          | ok. 1166   | 24 września 1228     | 1217                 | 24 września 1228     | Stefan Nemania Anna                              |
| 2                    | Stefan Radosław            |          | ok. 1192   | po 1235              | 1228                 | 1233/4               | Stefan Pierwszy Koronowany Eudoksja Angelina     |
| 3                    | Stefan Władysław           |          | ok. 1198   | po 1264              | 1233/4               | 1243                 | Stefan Pierwszy Koronowany Eudoksja Angelina     |
| 4                    | Stefan Urosz I             |          | ok. 1223   | 1 maja 1277 lub 1280 | 1243                 | 1276                 | Stefan Pierwszy Koronowany Anna Dandolo          |
| 5                    | Stefan III Dragutin        |          | przed 1253 | 12 marca 1316        | 1276                 | 1282                 | Stefan Urosz I Helena                            |
| 6                    | Stefan Urosz II Milutin    |          | ok. 1253   | 29 października 1321 | 1282                 | 29 października 1321 | Stefan Urosz I Helena                            |
| 7                    | Stefan Konstantyn          |          | ok. 1283   | wiosna 1322          | 29 października 1321 | wiosna 1322          | Stefan Urosz II Milutin ?                        |
| 8                    | Stefan Urosz III Deczański |          | ok. 1285   | 11 listopada 1331    | 6 stycznia 1322      | 8 września 1331      | Stefan Urosz II Milutin ?                        |
| 9                    | Stefan Urosz IV Duszan     |          | ok. 1308   | 20 grudnia 1355      | 8 września 1331      | 16 kwietnia 1346     | Stefan Urosz III Deczański Teodora, córka Smilca |

## Carowie Serbii(1346–1371)
| #                   | Imię                   |          | Lata życia | Lata życia           | Czas rządów      | Czas rządów          | Rodzice                                          |
| #                   | Imię                   | urodzony | zmarł      | od                   | do               |                      | Rodzice                                          |
| ------------------- | ---------------------- | -------- | ---------- | -------------------- | ---------------- | -------------------- | ------------------------------------------------ |
| Dynastia Nemaniciów |                        |          |            |                      |                  |                      |                                                  |
| 1                   | Stefan Urosz IV Duszan |          | ok. 1308   | 20 grudnia 1355      | 16 kwietnia 1346 | 20 grudnia 1355      | Stefan Urosz III Deczański Teodora, córka Smilca |
| 2                   | Urosz I                |          | 1336/7     | 2 lub 4 grudnia 1371 | 20 grudnia 1355  | 2 lub 4 grudnia 1371 | Stefan Urosz IV Duszan Helena Bułgarska          |

## Książęta i despoci Serbii
| #                         | Imię                   |          | Lata życia | Lata życia          | Czas rządów      | Czas rządów      | Rodzice                               |
| #                         | Imię                   | urodzony | zmarł      | od                  | do               |                  | Rodzice                               |
| ------------------------- | ---------------------- | -------- | ---------- | ------------------- | ---------------- | ---------------- | ------------------------------------- |
| Dynastia Hrebeljanoviciów |                        |          |            |                     |                  |                  |                                       |
| 1                         | Łazarz I Hrebeljanović |          | ok. 1329   | 28 czerwca 1389     | 1371             | 28 czerwca 1389  | Pribac Hrebeljanović ?                |
| 2                         | Stefan IV Lazarević    |          | 1377       | 19 lipca 1427       | 28 czerwca 1389  | 19 lipca 1427    | Łazarz I Hrebeljanović Milica Vukanić |
| Dynastia Brankowiciów     |                        |          |            |                     |                  |                  |                                       |
| 3                         | Jerzy I Branković      |          | luty 1377  | 24 grudnia 1456     | 1427             | 24 grudnia 1456  | Vuk Branković Mara Lazarević          |
| 4                         | Łazarz II Branković    |          | ok. 1421   | 20 stycznia 1458    | 24 grudnia 1456  | 20 stycznia 1458 | Jerzy I Branković Irena Kantakuzena   |
| 5                         | Stefan V Ślepy         |          | ok. 1417   | 9 października 1476 | 20 stycznia 1458 | 21 marca 1459    | Jerzy I Branković Irena Kantakuzena   |
| 6                         | Stefan VI Tomaszewić   |          | ok. 1438   | 25 maja 1463        | 21 marca 1459    | 20 czerwca 1459  | Stefan Tomasz Kotromanić Vojača       |

## Serbia (1804-1817)

### Wielcy Wojewodowie
| #                            | Imię             |          | Lata życia                    | Lata życia               | Czas rządów      | Czas rządów      | Rodzice                                     |
| #                            | Imię             | urodzony | zmarł                         | od                       | do               |                  | Rodzice                                     |
| ---------------------------- | ---------------- | -------- | ----------------------------- | ------------------------ | ---------------- | ---------------- | ------------------------------------------- |
| Dynastia Karadziordziewiciów |                  |          |                               |                          |                  |                  |                                             |
| —                            | Jerzy Czarny     |          | 14 listopada 1762 Viševac     | 25 lipca 1817 Radovanje  | 15 lutego 1804   | 21 września 1813 | Petar (Petronije) Jovanović Marica Živković |
| —                            | Miłosz Obrenowić |          | 18 marca 1780 Gornja Dobrinja | 26 września 1860 Belgrad | 23 kwietnia 1815 | 6 listopada 1817 | Teodor Mihaiłowić Višnja Gojkowić           |

## Książęta Serbii(1817–1882)
| #                            | Imię       |          | Lata życia                      | Lata życia               | Czas rządów      | Czas rządów      | Rodzice                               |
| #                            | Imię       | urodzony | zmarł                           | od                       | do               |                  | Rodzice                               |
| ---------------------------- | ---------- | -------- | ------------------------------- | ------------------------ | ---------------- | ---------------- | ------------------------------------- |
| Dynastia Obrenowiciów        |            |          |                                 |                          |                  |                  |                                       |
| 1                            | Miłosz I   |          | 18 marca 1780 Gornja Dobrinja   | 26 września 1860 Belgrad | 6 listopada 1817 | 25 czerwca 1839  | Teodor Mihaiłowić Višnja Gojkowić     |
| 2                            | Milan      |          | 21 października 1819 Kragujevac | 8 lipca 1839 Belgrad     | 25 czerwca 1839  | 8 lipca 1839     | Miłosz I Obrenowić Ljubica Obrenović  |
| 3                            | Michał     |          | 16 września 1823 Kragujevac     | 10 czerwca 1868 Belgrad  | 8 lipca 1839     | 14 września 1842 | Miłosz I Obrenowić Ljubica Obrenović  |
| Dynastia Karadziordziewiciów |            |          |                                 |                          |                  |                  |                                       |
| 4                            | Aleksander |          | 11 października 1806 Topola     | 3 maja 1885 Temeszwar    | 14 września 1842 | 23 grudnia 1858  | Jerzy Czarny Jelena Jowanowić         |
| Dynastia Obrenowiciów        |            |          |                                 |                          |                  |                  |                                       |
| (1)                          | Miłosz I   |          | 18 marca 1780 Gornja Dobrinja   | 26 września 1860 Belgrad | 23 grudnia 1858  | 26 września 1860 | Teodor Mihaiłowić Višnja Gojkowić     |
| (3)                          | Michał     |          | 16 września 1823 Kragujevac     | 10 czerwca 1868 Belgrad  | 26 września 1860 | 10 czerwca 1868  | Miłosz I Obrenowić Ljubica Obrenović  |
| 5                            | Milan      |          | 22 sierpnia 1854 Mărășești      | 11 lutego 1901 Wiedeń    | 10 czerwca 1868  | 6 marca 1882     | Miłosz Elena Maria Catargiu-Obrenović |

## Królowie Serbii(1882–1918)
| #                            | Imię         |          | Lata życia                 | Lata życia               | Czas rządów     | Czas rządów     | Rodzice                                         |
| #                            | Imię         | urodzony | zmarł                      | od                       | do              |                 | Rodzice                                         |
| ---------------------------- | ------------ | -------- | -------------------------- | ------------------------ | --------------- | --------------- | ----------------------------------------------- |
| Dynastia Obrenowiciów        |              |          |                            |                          |                 |                 |                                                 |
| 1                            | Milan I      |          | 22 sierpnia 1854 Mărășești | 11 lutego 1901 Wiedeń    | 6 marca 1882    | 6 marca 1889    | Miłosz Obrenowić Elena Maria Catargiu-Obrenović |
| 2                            | Aleksander I |          | 14 sierpnia 1876 Belgrad   | 11 czerwca 1903 Belgrad  | 6 marca 1889    | 11 czerwca 1903 | Milan I Obrenowić Natalia Keszko                |
| Dynastia Karadziordziewiciów |              |          |                            |                          |                 |                 |                                                 |
| 3                            | Piotr I      |          | 11 lipca 1844 Belgrad      | 16 sierpnia 1921 Belgrad | 15 czerwca 1903 | 1 grudnia 1918  | Aleksander Karadziordziewić Persida             |

## Królestwo Serbów, Chorwatów i Słoweńców

### Dynastia Karadziordziewiciów
| # | Imię                          |          | Lata życia              | Lata życia                   | Czas rządów      | Czas rządów         | Rodzice                                     |
| # | Imię                          | urodzony | zmarł                   | od                           | do               |                     | Rodzice                                     |
| - | ----------------------------- | -------- | ----------------------- | ---------------------------- | ---------------- | ------------------- | ------------------------------------------- |
| 1 | Piotr I Karadziordziewić      |          | 11 lipca 1844 Belgrad   | 16 sierpnia 1921 Belgrad     | 1 grudnia 1918   | 16 sierpnia 1921    | Aleksander Karadziordziewić Persida         |
| 2 | Aleksander I Karadziordziewić |          | 16 grudnia 1888 Cetynia | 9 października 1934 Marsylia | 16 sierpnia 1921 | 3 października 1929 | Piotr I Karadziordziewić Zorka Czarnogórska |

## Królestwo Jugosławii

### Dynastia Karadziordziewiciów
- regent

| #   | Imię                          |          | Lata życia                        | Lata życia                   | Czas rządów         | Czas rządów         | Rodzice                                            |
| #   | Imię                          | urodzony | zmarł                             | od                           | do                  |                     | Rodzice                                            |
| --- | ----------------------------- | -------- | --------------------------------- | ---------------------------- | ------------------- | ------------------- | -------------------------------------------------- |
| (2) | Aleksander I Karadziordziewić |          | 16 grudnia 1888 Cetynia           | 9 października 1934 Marsylia | 3 października 1929 | 9 października 1934 | Piotr I Karadziordziewić Zorka Czarnogórska        |
| −   | Paweł Karadziordziewić        |          | 27 kwietnia 1893 Sankt Petersburg | 14 września 1976 Paryż       | 9 października 1934 | 27 marca 1941       | Arsen Karadziordziewić Aurora Demidow z San Donato |
| 3   | Piotr II Karadziordziewić     |          | 6 września 1923 Belgrad           | 3 listopada 1970 Denver      | 9 października 1934 | 29 listopada 1945   | Aleksander I Karadziordziewić Maria Rumuńska       |